# 安妮·施托伊尔
安妮·施托伊尔（德語：Anni Steuer，1913年2月12日—1990年代），德国女子田径运动员，主攻跨栏。她曾代表德国参加1936年夏季奥林匹克运动会田径比赛，获得女子80米栏银牌。